# Cockerelliella bladhiae
Cockerelliella bladhiae là một loài côn trùng cánh nửa trong họ Aleyrodidae, phân họ Aleyrodinae.
Cockerelliella bladhiae được Takahashi miêu tả khoa học đầu tiên năm 1931.